# Anselmella
Anselmella is een geslacht van vliesvleugeligen uit de familie Eulophidae. De wetenschappelijke naam van dit geslacht is voor het eerst geldig gepubliceerd in 1926 door Girault.

## Soorten
Het geslacht Anselmella omvat de volgende soorten:
- Anselmella kerrichi (Narayanan, Subba Rao & Patel, 1958)
- Anselmella malacia Xiao & Huang, 2006
- Anselmella miltoni Girault, 1926
- Anselmella oculata Boucek, 1988